# Верхнепогроменское сельское поселение
Верхнепогро́менское се́льское поселе́ние — муниципальное образование в составе Среднеахтубинского района Волгоградской области.
Административный центр — село Верхнепогромное.

## История
Верхнепогроменское сельское поселение образовано 5 апреля 2005 года в соответствии с Законом Волгоградской области № 1040-ОД.

## Население
| 2010  | 2012  | 2013  | 2014  | 2015  | 2016  | 2017  |
| ----- | ----- | ----- | ----- | ----- | ----- | ----- |
| 2374  | ↗2391 | ↗2395 | ↗2421 | ↘2379 | ↗2391 | ↗2422 |
| 2018  | 2019  | 2020  | 2021  |       |       |       |
| ↘2407 | ↗2408 | ↘2363 | ↘2348 |       |       |       |

## Состав сельского поселения
| № | Населённый пункт | Тип населённого пункта       | Население |
| - | ---------------- | ---------------------------- | --------- |
| 1 | Верхнепогромное  | село, административный центр | ↘1963     |
| 2 | Волжанка         | посёлок                      | 166       |
| 3 | Звездный         | посёлок                      | 245       |